# Mina Rees
Mina Spiegel Rees (2 de agosto de 1902 - 25 de octubre de 1997) fue una matemática estadounidense. Fue la primera mujer presidenta de la American Association for the Advancement of Science (Asociación Estadounidense para el Avance de la Ciencia) (1971) y jefa del departamento de matemáticas de la Oficina de Investigación Naval de los Estados Unidos. Rees fue pionera en la historia de la informática y ayudó a establecer flujos de financiación e infraestructura institucional para la investigación. Rees también fue presidenta fundadora y presidenta emérita de la Graduate School and University Center en CUNY. Recibió la Medalla de Bienestar Público, el más alto honor de la Academia Nacional de Ciencias (Estados Unidos); la King's Medal for Service in the Cause of Freedom (Medalla del Rey por Servicio en la Causa de la Libertad) del Reino Unido y al menos 18 doctorados honoris causa.

## Biografía
Rees era hija de Moses y Alice Louise (de soltera Stackhouse) Rees. La familia se mudó de Cleveland, Ohio a Nueva York, donde Rees realizó su educación primaria en las escuelas públicas de la ciudad. En 1955, Rees se casó con el médico Leopold Brahdy (1892–1977). Murió en 1997 en la casa de Mary Manning Walsh en Manhattan.

## Educación
Fue la mejor estudiante de la Hunter College High School en la ciudad de Nueva York. Se graduó summa cum laude con una especialización en matemáticas en el Hunter College en 1923. Hizo una maestría en matemáticas de la Universidad de Columbia en 1925, donde también estudió derecho. En aquel momento le dijeron extraoficialmente que "el departamento de matemáticas de Columbia no estaba realmente interesado en tener mujeres doctorandas". Comenzó a enseñar en Hunter College y luego se tomó un año sabático para hacer el doctorado en la Universidad de Chicago en 1929. Se doctoró en 1931 con una disertación sobre álgebra abstracta titulada "Division algebras associated with an equation whose group has four generators" (Álgebras de división asociadas con una ecuación cuyo grupo tiene cuatro generadores), publicada en el American Journal of Mathematics, Vol 54 (enero de 1932), 51-65. Su director de tesis fue Leonard Dickson.

## Carrera profesional
Entre 1925 y 1932 fue instructora en Hunter College (en excedencia de 1929 a1931 mientras hacía el doctorado en la Universidad de Chicago).  De 1932 a 1940 fue profesora asistente en Hunter College, siendo promovida a profesora asociada en 1940.
Durante la Segunda Guerra Mundial fue ayudante técnica/asistente ejecutiva del Panel de Matemáticas Aplicadas en la Oficina de Investigación y Desarrollo Científico.
En 1947 accedió al consejo de la Association for Computing Machinery. Entre 1945 y 1951 fue jefa de la rama de Matemáticas en la Oficina de Investigación Naval. Entre 1952 y 1953 le nombraron directora científica adjunta de la institución. Entre 1953 y 1961 fue decana de la facultad en Hunter College, y a partir de 1961 hasta 1967 fue profesora titular y primera decana de estudios de posgrado en la Universidad de la Ciudad de Nueva York. De 1964 a 1970 fue miembro de la Junta Nacional de Ciencias de EE. UU. y entre 1967 y 1969 fue rectora de la Escuela de Graduados y del Centro Universitario de la Universidad de la Ciudad de Nueva York. Entre 1969 y 1972 fue presidenta fundadora (y, en 1972, primera presidenta emérita) de la Escuela de Graduados y el Centro Universitario de la Universidad de la Ciudad de Nueva York. También en 1971 fue la primera mujer presidenta de la Asociación Estadounidense para el Avance de la Ciencia y primera mujer presidenta del Consejo de Escuelas de Posgrado de EE. UU.
Durante su tiempo en la Oficina de Investigación Naval, Rees dirigió la investigación en una variedad de programas, incluidos hidroalas, logística, computadoras y desarrollo numérico para aplicaciones como cohetes y defensa contra submarinos. Fue especialmente instrumental en el desarrollo de la implementación de proyectos de la ONR que estudian algoritmos matemáticos para computación, así como en programas de investigación universitarios para construir computadoras como el Proyecto Whirlwind del MIT. Fue una de las primeras defensoras del núcleo magnético y la memoria electrostática, el uso de componentes de transistores en lugar de tubos de vacío y el diseño de máquinas con pantallas visuales y entradas múltiples.
The New York Times escribió: "La Dra. Rees también tuvo un papel importante en el crecimiento y la diversificación de los estudios matemáticos. Muchas de sus ideas dejaron su huella en la tecnología informática rápida."
"La Dra. Rees disfrutó de su momento cumbre en 1969, cuando la Asociación Estadounidense para el Avance de la Ciencia, que contaba con 120.000 miembros, la eligió presidenta. Las mujeres seguían siendo una rareza a ese nivel en la comunidad científica, pero ella, como Marie Curie, Lise Meitner y Margaret Mead antes que ella, había demostrado que la creatividad científica no era solo cosa de hombres".

## Premios y reconocimientos
En 1953, el consejo de la American Mathematical Society adoptó una resolución que establecía que bajo la "guía de la Dra. Rees, la investigación básica en general, y especialmente en matemáticas, había recibido un apoyo inteligente y sincero. No se podría haber mostrado mayor sabiduría y previsión y todo el desarrollo de la investigación matemática en los Estados Unidos de la posguerra tiene una deuda inconmensurable con el trabajo pionero de la Oficina de Investigación Naval y con la política alerta, vigorosa y con visión de futuro dirigida por Miss [sic] Reyes."
En 1962 Rees recibió el primer Award for Distinguished Service to Mathematics (Premio por Servicio Distinguido a las Matemáticas) de la Asociación Matemática de América. Este premio se otorgó "por el servicio destacado a las matemáticas" y por "contribuciones [que] influyen significativamente en el campo de las matemáticas o la educación matemática a escala nacional".
En 1965, Rees recibió el Achievement Award de la Asociación Estadounidense de Mujeres Universitarias, un premio que se otorga anualmente en honor a las mujeres que han realizado contribuciones destacadas en sus campos.
La Medalla de Bienestar Público, el más alto honor de la Academia Nacional de Ciencias de EE. UU. de 1983, "en reconocimiento a contribuciones distinguidas en la aplicación de la ciencia al bienestar público... por sus contribuciones a la empresa científica, especialmente en matemáticas, astronomía, y ciencias de la computación, desde los tiempos de la guerra, durante la transición de la guerra a la paz, y que continúa hoy".
Recibió también la Medalla del Rey por Servicio en la Causa de la Libertad (Reino Unido) y el Certificado de Mérito del Presidente (EE. UU.) por sus importantes contribuciones durante la Segunda Guerra Mundial.
Le concedieron al menos 18 doctorados honoris causa.
La Biblioteca de la Universidad de Graduados de la Universidad de la Ciudad de Nueva York lleva su nombre, Biblioteca Mina Rees, desde 1985.
También le otorgaron el Premio Computer Pioneer de 1989 de la IEEE Computer Society.

## Publicaciones destacadas
- 1932: "Division algebras associated with an equation whose group has four generators, American Journal of Mathematics 54: 51-65.
- 1950: "The federal computing machine program" Science 112: 731-736.
- 1952: (con Richard Courant y Eugene Isaacson) "On the solution of nonlinear hyperbolic differential equations by finite differences", Comunicaciones sobre matemáticas puras y aplicadas 5: 243-255.